# Michael Ignatieff
Michael Grant Ignatieff (ur. 12 maja 1947 w Toronto) – pisarz, historyk, oraz polityk kanadyjski, lider Liberalnej Partii Kanady.

## Życiorys
Jego ojciec, George Ignatieff, był kanadyjskim dyplomatą. Dziadek, hrabia Paweł Mikołajewicz Ignatieff (Павел Николаевич Игнатьев), był bliskim doradcą Imperatora Rosji Mikołaja II. W latach 1978–2000 przebywał w Anglii, gdzie pracował na uniwersytetach Cambridge oraz Oksfordzkim, a także był komentatorem politycznym BBC. W latach 2000–2005 pracował w Stanach Zjednoczonych na Uniwersytecie Harvarda, a od 2005 na Uniwersytecie Toronto. Rok później został wybrany członkiem Izby Gmin w okręgu Etobicoke w Toronto. W tym samym roku kandydował na pozycję lidera Partii Liberalnej, jednak w czwartej rundzie pokonał go Stéphane Dion. Nowy przewodniczący mianował rywala swoim zastępcą. 10 grudnia 2008 został wybrany tymczasowym (interim) przywódcą, a od 2 maja 2009 do 25 maja 2011 był liderem Liberalnej Partii Kanady.
Od 2016 r. rektor Uniwersytetu Środkowoeuropejskiego w Budapeszcie.
Jest autorem kilkunastu książek na temat stosunków międzynarodowych, jak i powieści. Pisywał artykuły dla The Globe and Mail (Toronto) oraz The New York Times. W 1993 r. był finalistą Nagrody Bookera za sprawą powieści Scar Tissue.
Żonaty, ma dwójkę dzieci z wcześniejszego małżeństwa zawartego w Anglii. Mówi biegle po angielsku i francusku.

### Powieści
- 1991 Asya
- 1993 Scar Tissue
- 2005 Charlie Johnson in the Flames